# Visitatore apostolico
Nella Chiesa cattolica, un visitatore apostolico è un rappresentante ecclesiastico con la missione transitoria di effettuare una visita canonica di durata relativamente breve. Il visitatore è incaricato di indagare su una circostanza particolare in una diocesi o su un paese e di presentare una relazione alla Santa Sede a conclusione delle indagini.

## Storia
I visitatori apostolici sono funzionari della chiesa che comunemente appartengono alla classe dei legati pontifici. I visitatori differiscono da altri delegati apostolici, principalmente nel fatto che la loro missione è solo transitoria e di durata relativamente breve.
Nei tempi antichi, i papi in generale esercitarono il diritto di ispezionare le diocesi dei vari paesi attraverso i loro nunzi e delegati, anche se di tanto in tanto, anche nelle età più remote, inviarono visitatori speciali.
Nel tempo moderno, la missione dei nunzi pontifici è piuttosto quella di un diplomatico che di un visitatore. Questi tuttavia, sono inviati dal papa per le emergenze speciali e non a intervalli stabiliti. Il loro dovere è quello di ispezionare lo stato della Chiesa nel Paese in questione e poi redigere una relazione per la Santa Sede. A volte, questa visita è fatta con la stessa attenzione ai dettagli di una visita episcopale.

## Clero regolare
I visitatori apostolici sono inoltre nominati per visitare le varie province di un ordine religioso, ogni volta che, a giudizio del pontefice, questo diventa utile o necessario. In tutti i casi di visita apostolica, il Papa, attraverso i delegati, mette in atto la giurisdizione suprema e immediata che gli appartiene per ogni e qualsiasi parte della Chiesa. I poteri esatti di un visitatore possono essere conosciuti solo dal suo breve di nomina. Il suo ufficio cessa non appena egli ha presentato il suo rapporto alla Santa Sede tramite il Dicastero per gli istituti di vita consacrata e le società di vita apostolica.

## Casi particolari

### Diocesi di Roma
Per la città di Roma in sé c'è una Commissione permanente della Visita Apostolica. Venne istituita da papa Urbano VIII come una delle congregazioni romane sotto la presidenza del cardinale vicario con il nome di Congregazione della visita apostolica. Venne poi trasformata in una commissione da papa Pio X attraverso la costituzione apostolica Sapienti Consilio del 29 giugno 1908. Questi visitatori apostolici ogni anno ispezionano le parrocchie e le istituzioni di Roma e compilano una relazione sulla loro condizione spirituale e finanziaria. Essi prestano particolare attenzione al rispetto degli obblighi che scaturiscono dalle pie fondazioni e dai legati per messe e cappellanie.
Per la diocesi di Roma, la visita apostolica equivale a quella che, nelle altre diocesi, è chiamata visita pastorale.

### Chiese orientali cattoliche
Nelle Chiese orientali cattoliche, ossia nelle Chiese particolari di rito liturgico diverso da quello latino, l'ufficio di visitatore apostolico può essere a tempo indeterminato; in questo caso l'ufficio equivale a quello di ordinario per le comunità della diaspora che non hanno una guida o un responsabile appartenente al proprio rito liturgico. Il termine "apostolico" deriva dal fatto che la nomina è fatta dal papa su proposta del sinodo permanente della Chiesa sui iuris in questione.
Nella Chiesa maronita (di rito antiocheno):
- l'eparca emerito di Nostra Signora del Libano di Parigi dei Maroniti Nasser Gemayel è visitatore apostolico in Europa occidentale e settentrionale;
- l'eparca dell'Annunciazione Simon Faddoul è anche visitatore apostolico nell'Africa meridionale;
- l'eparca del Cairo Georges Chihane è anche visitatore apostolico nei paesi del Nord Africa non compresi nel suo territorio eparchiale;
- l'arcieparca di Tripoli Youssef Antoine Soueif è anche visitatore apostolico per i fedeli in Grecia;[3]
- l'eparca di Jbeil Michel Aoun è anche visitatore apostolico per i fedeli in Bulgaria e Romania;[3]

- l'esarca apostolico della Colombia Fadi Abou Chebel è delegato  apostolico con poteri dell'ordinario del luogho per i fedeli in Perù e in Ecuador.[4]

Nella Chiesa cattolica siro-malankarese (di rito antiocheno):
- l'eparca di Muvattupuzha Yoohanon Theodosius Kochuthundil è anche visitatore apostolico in Europa;
- il vescovo titolare di Barcuso e vescovo della curia arcivescovile Antony Kakkanat è anche visitatore apostolico in Oceania.

Nella Chiesa cattolica sira (di rito antiocheno):
- il vescovo titolare di Aretusa dei Siri Flavien Rami Al-Kabalan è visitatore apostolico in Europa occidentale;
- l'arcieparca emerito di Mosul e vescovo della curia patriarcale Basile Georges Casmoussa è visitatore apostolico in Australia.

Nella Chiesa armeno-cattolica (di rito armeno):
- l'eparca di Santa Croce di Parigi Elie (Yéghia) Yéghiayan è anche visitatore apostolico in Europa occidentale.

Nella Chiesa cattolica caldea (di rito caldeo):
- l'arcieparca di Bassora Habib Hermez Jajou Al-Nawfali è visitatore apostolico in Europa.

Nella Chiesa cattolica siro-malabarese (di rito caldeo):
- l'eparca emerito di San Tommaso Apostolo di Melbourne Bosco Puthur è visitatore apostolico in Nuova Zelanda;
- il vescovo titolare di Slebte Stephen Chirappanath è visitatore apostolico in Europa.

Nella Chiesa cattolica caldea (di rito bizantino):
- l'arcieparca emerito di Aleppo Jean-Clément Jeanbart è visitatore apostolico in Europa occidentale.

Nella Chiesa greco-cattolica ucraina (di rito bizantino):
- l'eparca di Santa Maria del Patrocinio in Buenos Aires Daniel Kozelinski Netto è anche visitatore apostolico in Uruguay, Paraguay, Cile e Venezuela;
- l'eparca della Sacra Famiglia di Londra Kenneth Anthony Adam Nowakowski è anche visitatore apostolico in Irlanda e in Irlanda del Nord.

Nella Chiesa greco-cattolica rumena (di rito bizantino):
- il presbitero Cristian Dumitru Crişan è visitatore apostolico in Europa occidentale.

Nella Chiesa greco-cattolica slovacca (di rito bizantino):
- il vescovo titolare di Ostracine e vescovo ausiliare di Bratislava Milan Lach, S.I., è anche visitatore apostolico in Europa occidentale.

Nella Chiesa cattolica etiope (di rito alessandrino ge'ez):
- il presbitero Petros Berga è visitatore apostolico in Europa;
- il presbitero Tesfaye Woldemariam Fesuh è visitatore apostolico negli Stati Uniti d'America e in Canada.

Nella Chiesa cattolica eritrea (di rito alessandrino ge'ez):
- il presbitero Kesete Ghebreyohannes Weldegebriel è visitatore apostolico in Europa;
- il presbitero Tesfaldet Tekie Tsada è visitatore apostolico negli Stati Uniti d'America e in Canada.

Nella Chiesa cattolica copta:
- l'eparca di Ismailia Pola Ayoub Matta Usama Shafik Akhnoukh è visitatore apostolico negli Stati Uniti d'America e in Canada;
- l'eparca di Sohag Thomas Halim Habib è visitatore apostolico in Oceania e Paesi del Golfo;
- l'eparca di Luxor Emmanuel Bishay è visitatore apostolico in Europa.